# Ambohitrony
Ambohitrony est une commune du district de Manjakandriana, dans la région de l’Analamanga, à Madagascar.